# Avitta bracteola
Avitta bracteola là một loài bướm đêm trong họ Noctuidae.